# Panjakent

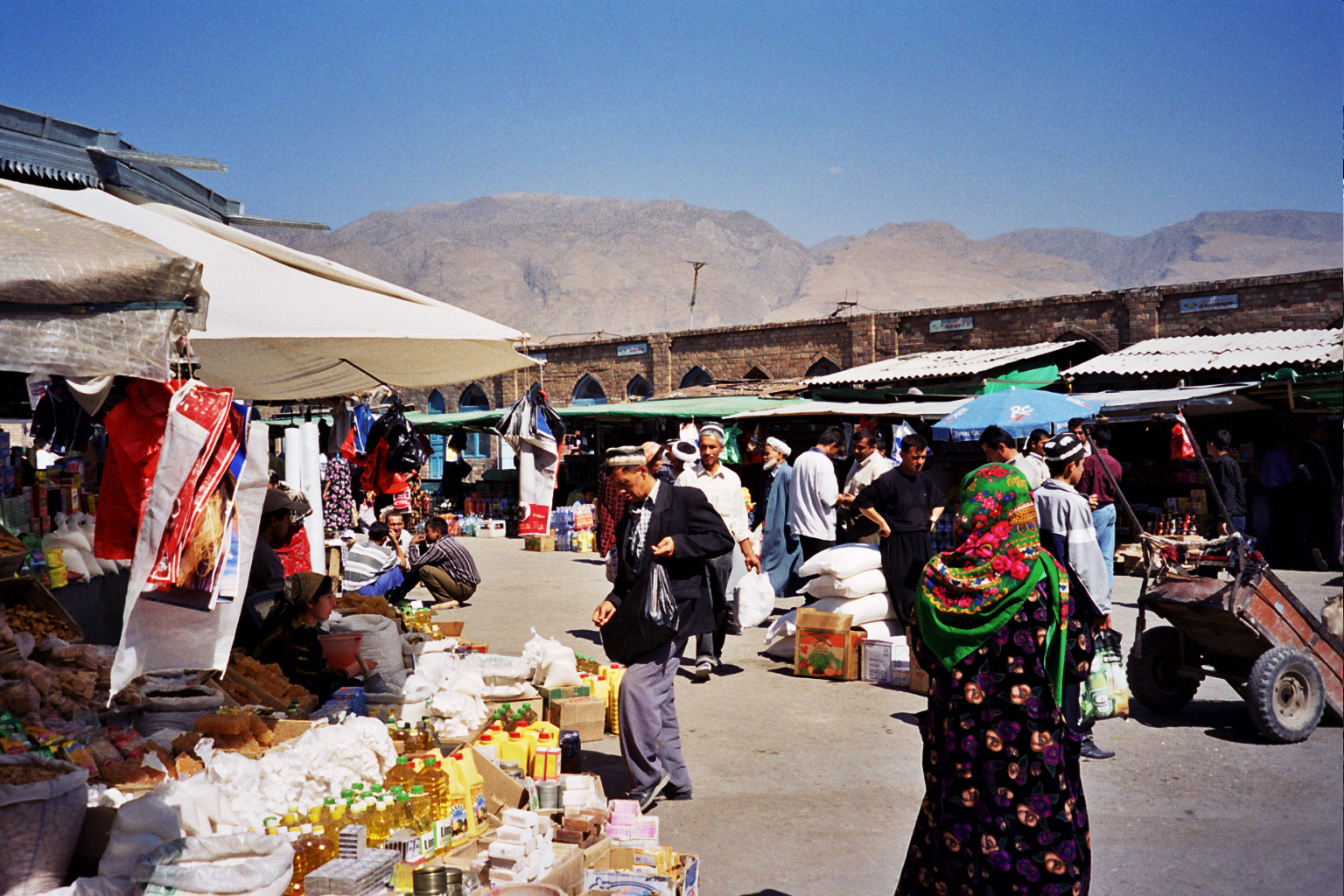
Mercado en Panjakent.

Panjakent (en tayiko: Панҷакент; en persa: پنجکنت; en ruso: Пенджикент), también escrito Panjikent o Panjekent, es una ciudad en la provincia de Sughd, Tayikistán sobre el río Zeravshan, con 33.000 habitantes según el censo del año 2000. 

## Nombre
Panyakent capital del Distrito del mismo nombre en la provincia de Sogdiana (Sughd), del tayico Панҷакент y este del persa پنجکنت (Panjakent). Puede aparecer como la versión del ruso Panjikent que viene del uzbeco.
Las ruinas de la ciudad de Panyakent se encuentran a las afueras de la ciudad que conserva su nombre, en el actual Tayikistán.
Tal ciudad está actualmente a unos 10 km al oeste de la actual frontera entre Tayikistán y Uzbekistán, bastante próxima a la célebre ciudad hoy uzbeca de Samarcanda (58,5 km al este de la misma), con su centro en la orilla izquierda (sur) del mismo río que atraviesa a Samarcanda: el río Kara, en el estrecho valle del mismo río y al pie de las estribaciones septentrionales de los montes Zeravshan. Las coordenadas geográficas de Panyakent son: 39°29′00″N 67°36′00″E / 39.48333, 67.60000 y su posición respecto a la principal ciudad de Tayikistán, Dusambé, es de 144 km en línea recta al N.O., pero las rutas terrestres son mucho más prolongadas debido a que diversas cordilleras separan a Panyakent de Dusambé.

## Historia de Panyakent

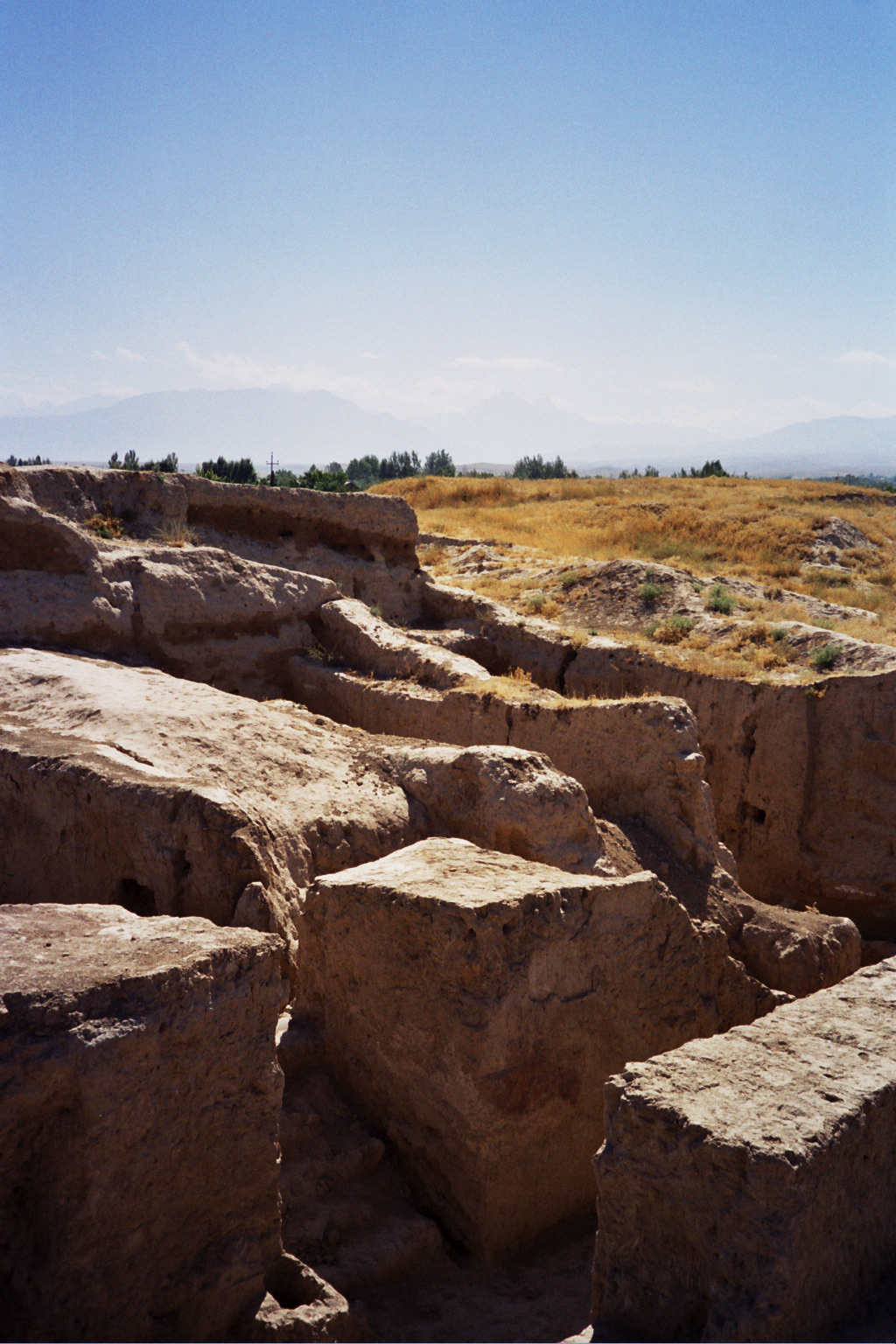
Ruinas cerca de Panjakent.

Esta importante ciudad de la Transoxiana, y más precisamente de la región denominada Sogdiana floreció junto a su vecina y rival Samarcanda durante el Imperio sasánida, luego fue abandonada tras la conquista árabe en el siglo VIII  y en sus ruinas se pueden observar numerosos aspectos de la vida urbana y de la civilización de Asia preislámica. Tras su abandono no hay indicios de ningún intento de recuperar la ciudad lo que ha ayudado a que el nivel superior permaneciera intacto.

Las ruinas de esta ciudad se encuentran actualmente a las afueras de la ciudad actual que conserva el mismo nombre.
 
Las ruinas de la antigua Panjakent/Panjinkand son un complejo arqueológico  constituido por cuatro regiones distintas: Ciudadela Real, la ciudad o chahristan, un barrio extramuros y la necrópolis.
Las excavaciones revelaron que la ciudad construyó la muralla a partir del siglo V o inicios del siglo VI.

## Arquitectura
Tras años de excavación el material acumulado permite deducir rasgos significativos sobre las estructuras económicas y sociales de la ciudad. También podemos ver que los principales materiales de construcción utilizados eran el ladrillo de adobe rectangular, de forma regular sin ser uniforme y el bloque de arcilla batida. Los muros de los edificios estaban construidos con bloques de arcilla y los techos abovedados con ladrillos; también los investigadores pudieron encontrar cúpulas de ladrillo de madera, etc.
Las viviendas comprendían dos pisos. La dimensión de las casas, la disposición de las habitaciones y su decoración diferían según la clase social. Las casas de las altas capas de la sociedad se caracterizaban por columnas, vigas, puertas, etc. ricamente decoradas y con magníficas esculturas. Las paredes de los pasillos o pasajes abovedados adyacentes estaban también cubiertos de pinturas. La arquitectura de la ciudad, además, destaca por un tipo especial de escalera que sube en espiral y conducía al piso superior.  El primer piso esta peor conservado pero en los vestigios que quedan podemos ver que estaban dedicadas las estancias de este piso a la vida cotidiana. Después también encontramos casas mucho más modestas tanto por dimensión como por decoración.
El conjunto de arquitectura de Pandjikent es destacable por su diversidad en tipos de construcción y su hábil utilización de técnicas. Además por sus restos podemos atestiguar un nivel elevado de vida. 

## Cultura
Para poder conocer su nivel cultural los investigadores cuentan con dos tipos de fuente: textos y arte figurativo.
La gran difusión de la escritura y su transcripción al lenguaje sogdiano (lengua de los habitantes de la ciudad) está atestiguada por los archivos del castillo del monte Mug  y por los restos arqueológicos que conservan restos epigráficos. Los documentos mejor estudiados son los archivos del monte Mug. Estos textos nos muestras evidencias de misivas diplomáticas, informes, actas jurídicas, etc.
En el aspecto artístico la ciudad tiene un lugar destacado en la zona. Los investigadores encontraron un gran número de piezas de una gama de colores riquísima. Es evidente que las pinturas que se han conservado son una mínima parte de la riqueza artística que existió en la ciudad. En el arte monumental encontramos esculturas de madera que conservamos gracias a incendios que destruyeron los edificios donde se encontraban. Gran parte de la madera de estos lugares no quedó consumida sino carbonizada y sepultada. A juzgar por el material conservado la escultura de arcilla no era muy apreciada en la ciudad. 
Por sus restos arqueológicos podemos ver que se trataba de una ciudad rica con un amplio y variado mundo cultural.
En los inmediaciones de la antigua Panjakent/Panjikand los árabes fundaron una población a la cual llamaron Rudak o Rudaq y que actualmente recibe el nombre de (nueva) Panjakent, de esta localidad fue oriundo el poeta Rudaki.
Nota Bene: La denominación más frecuente es Panjikand (en uzbeko) aunque en tayiko es más usual la forma Panjakent.